# 永安漁港
永安漁港（舊名崁頭屋港），位於台灣桃園市新屋區永安里，社子溪出海口北側。永安漁港是中壢區漁會轄區內的唯一漁港，屬於第二類漁港，亦為臺灣唯一以客家族群為主體的漁港。

## 背景

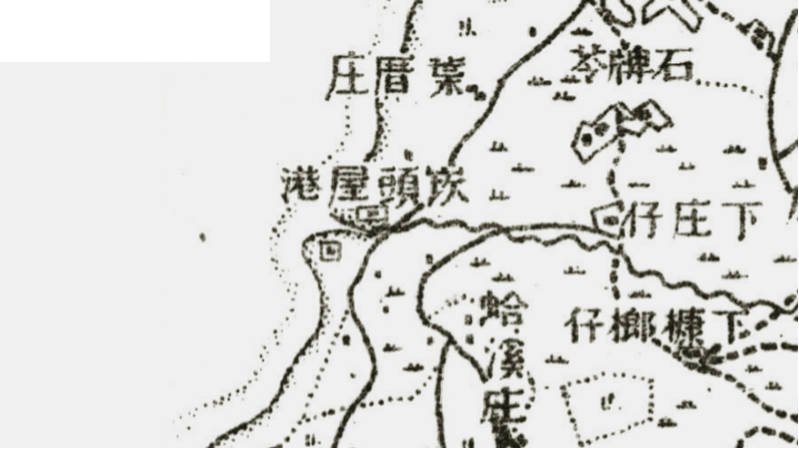
1897年臺灣假製二十萬分一圖崁頭屋港周圍截圖

永安漁港原為一小漁港，因應漁船大型化需要而新闢碼頭并挖深航道，延長興建原有防波堤。漁港目前有漁筏99艘，漁獲種類以鯧、鰆、小卷、烏魚、鰹、鯊、黃花魚等為主。為增加漁民收益，漁獲量主要供銷外縣市。
永安漁港早期為傳統漁港，漁民以客家人為主，近年來往觀光漁港之方向轉型，並在客家委員會推動與支持下，以「海客文化」為主題，吸引遊客認識客家族群的海洋文化，並致力推出各式體驗活動以促進文化傳承。目前港區泊地面積約27,600平方公尺，停泊漁船及漁筏總數約450艘。港區地理位置處於114縣道終點，為一沿海漁港。
盛夏季節永安漁港是北部地區平均日照時數最多的地方，天氣經常是整天放晴，比較少下雨。

## 歷史
- 清康熙年間，福建省泉州籍郭姓氏族來此開墾，因建屋於台地高崖（崁）上，故名為「崁頭屋」。
- 1953年，「崁頭屋港」開港。
- 1955年7月，由當時的臺灣省政府及農復會（即今農業部）分別撥款補助，撥款修建南北防波堤各300公尺。
- 1958年，加高防波堤。
- 1959年，崁頭屋聚落改名永安，漁港亦改名為永安漁港。
- 1961年，農復會延建南堤80公尺、北堤120公尺。
- 1962年，農復會疏挖航道。
- 1971年，桃園縣政府續延建北堤30公尺。
- 1974年，桃園縣政府漁業局延長內防潮堤20公尺。
- 1976年，桃園縣政府漁業局浚挖航道及泊地22,926立方公尺。
- 2004年7月，觀光漁市完工啟用。
- 2017年12月，台61線永安交流道北上匝道完工啟用，可行駛市道114號到達漁港，促進北部旅客來此遊玩。
- 2018年5月，台61線永安交流道南下匝道完工啟用，可行駛市道114號到達漁港，促進中南部旅客來此遊玩。

## 設施
港區主要設施包括：
- 魚貨拍賣場：一棟二層樓建築，為漁船進出港卸貨之場所。
- 中壢區漁會：位於魚市場右側，為一造型獨特之建築。
- 永安海螺文化體驗園區：鄰近魚市場，為一棟亮白色、造型特殊之建築，因其建築形貌而有「海螺館」之稱。
- 漁具倉庫：位於漁港南岸，緊鄰碼頭，為供漁民儲藏漁具之長型建築。
- 漁具整補場：位於對岸，為漁民整理及修補網具之場所，場內堆放大量漁網。
- 觀光漁市：位於南岸碼頭深入處，為中壢區漁會新建之大型建築，提供海鮮銷售及餐飲服務。
- 永安觀海橋：連接永安漁港南北岸，為港區顯著地標，橋體設計獨特，造型優美。

漁市前方規劃新生地，預計將闢建為大型停車場，以提升遊客便利性。永安觀海橋於日暮時分，吸引大量遊客及攝影愛好者。遊客可於橋上、碼頭或長堤欣賞夕陽景致，為熱門觀光活動。

### 觀光漁市
觀光漁市主體建築為龍蝦造型，一樓可分為生鮮區、乾貨區、熟食區，二樓設有大型停車場，三樓則有觀海露台。

## 照片集

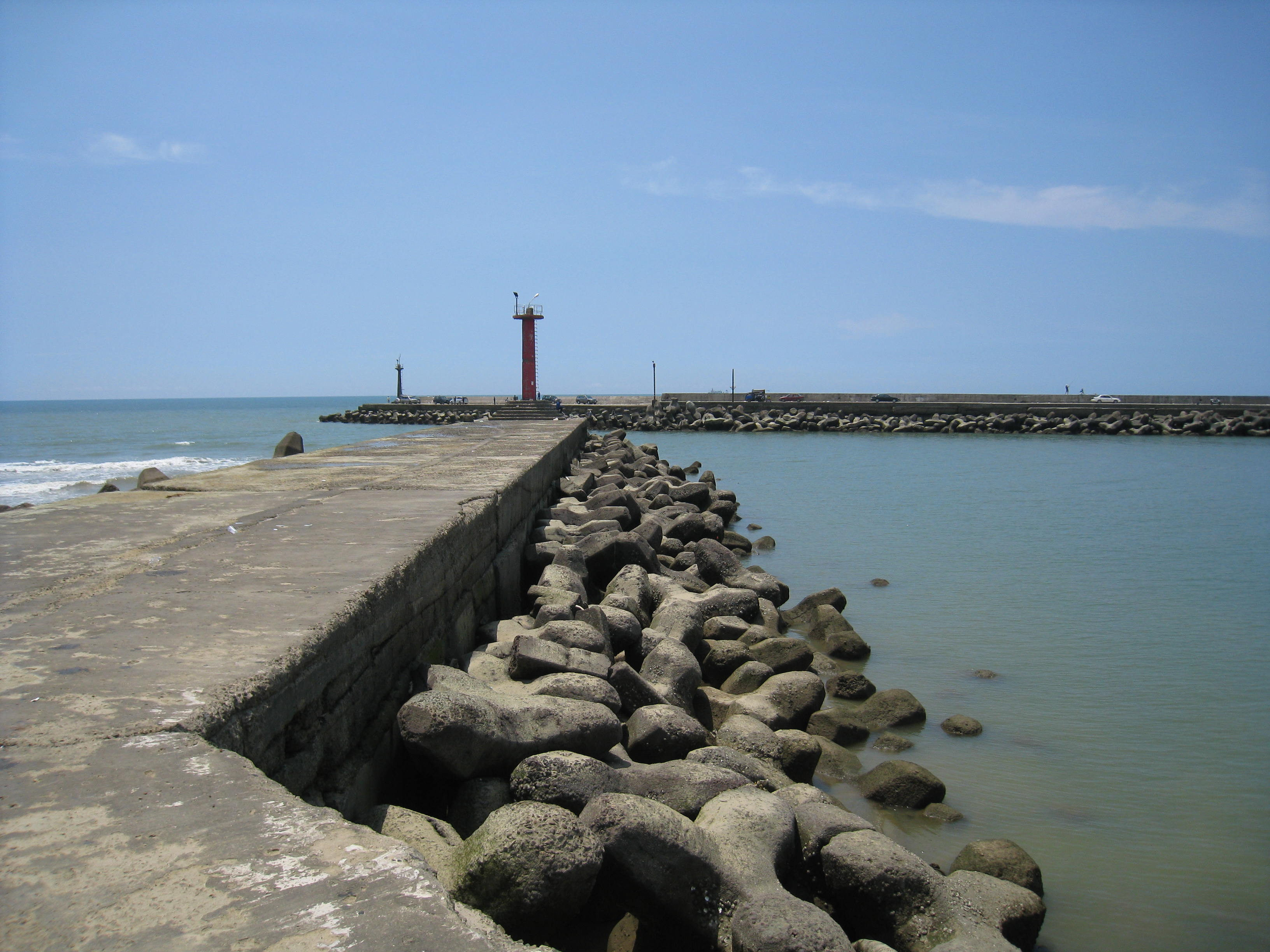
防波堤及燈塔
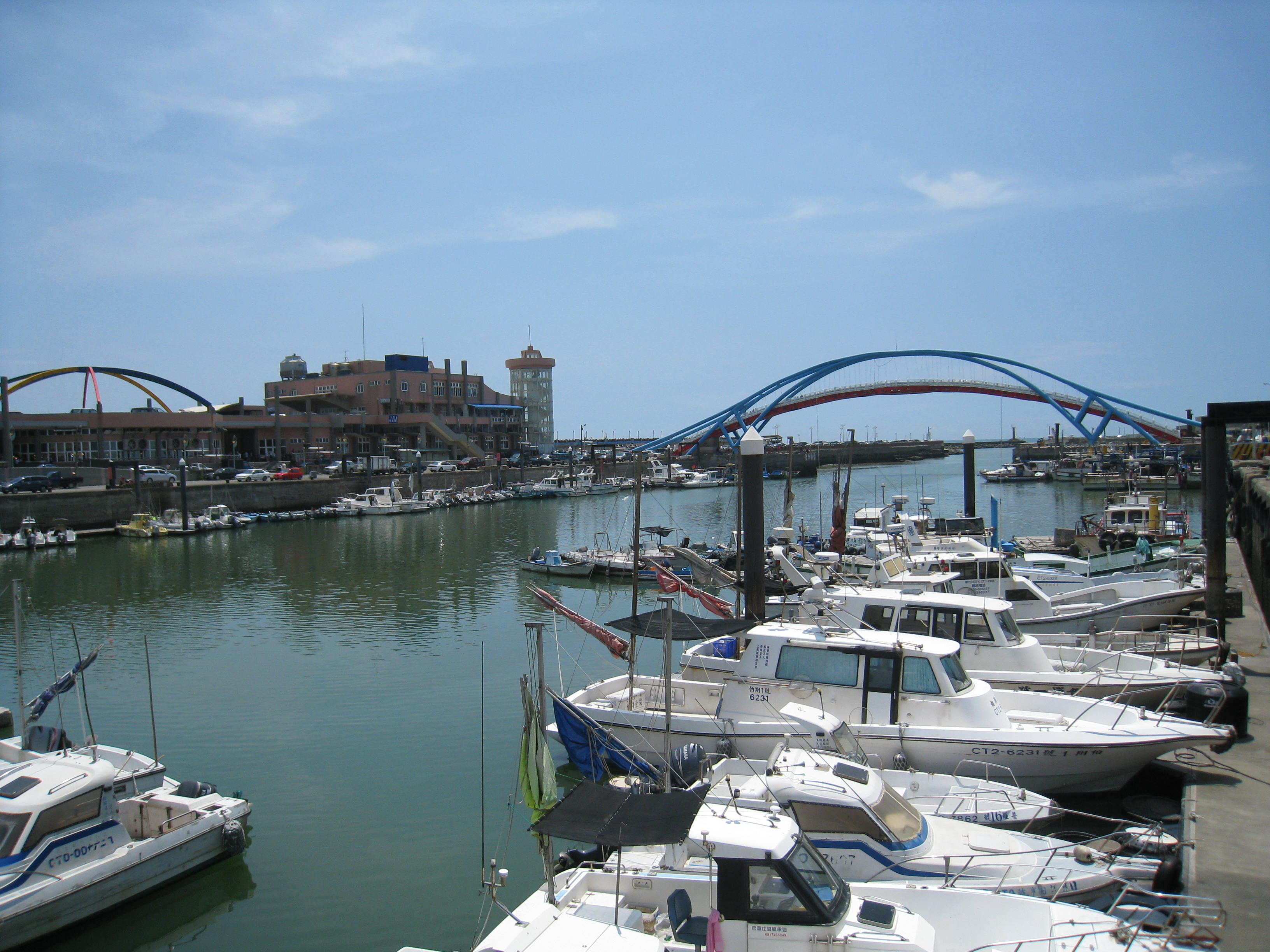
港區內停泊的遊艇
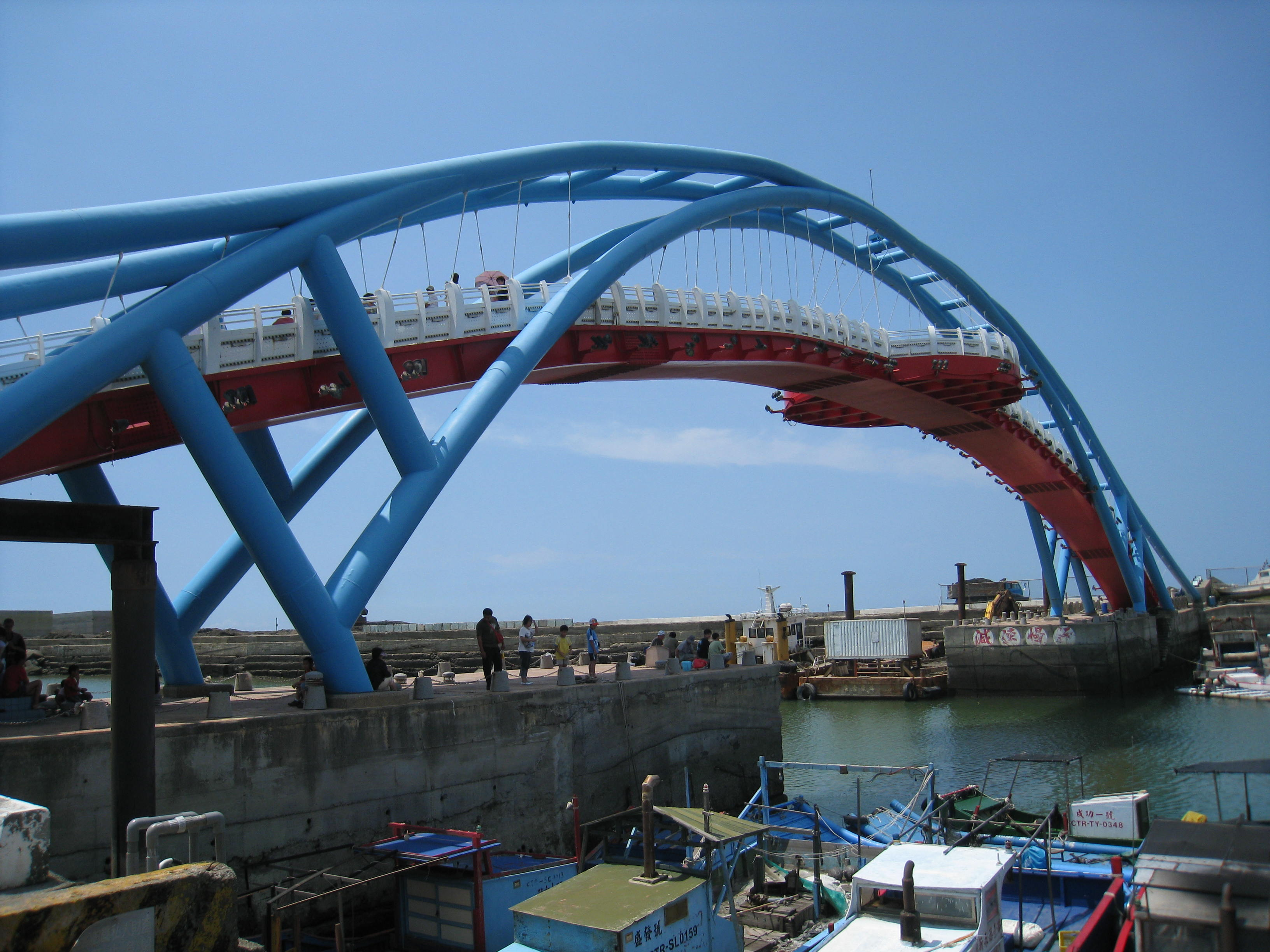
「永安觀海橋」是永安漁港的跨港大橋，傍晚五點起點亮七彩LED燈。
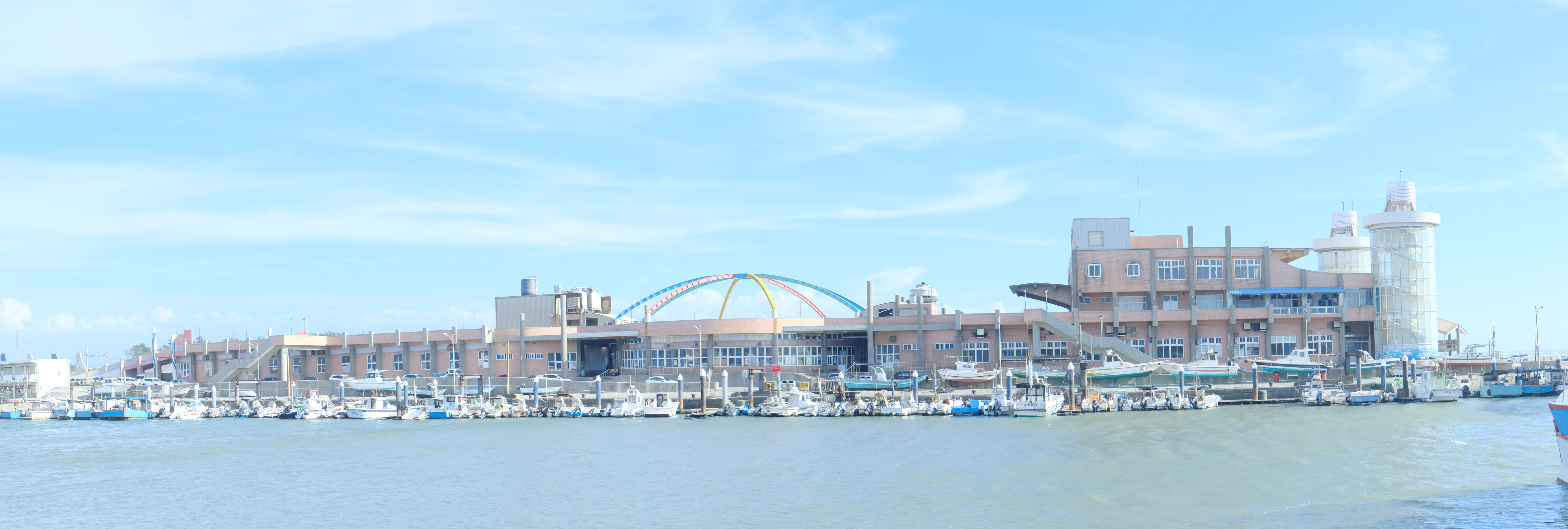
永安漁港觀光漁市

### 附註
1. ↑  1897年日治時期地圖
2. ↑  臺灣地區各直轄市、縣（市）漁港類別及名稱一覽表 （页面存档备份，存于）.行政院農業委員會漁業署.2016-08-17
3. ↑  楊明峰.換新妝吸人潮 永安漁港客味濃 （页面存档备份，存于）.中國時報.2016-03-16

### 文獻
- 劉邦友（1994），《我家鄉桃園縣》。桃園縣政府出版。

## 外部連結
- 桃園觀光導覽網永安漁港
- 永安漁港潮汐表 （页面存档备份，存于）
- 永安漁港-中壢區漁會 （页面存档备份，存于）
- 永安漁港-新屋區公所 （页面存档备份，存于）
- 中壢區漁會 （页面存档备份，存于）
- 永安漁港的Facebook專頁